# Delias surprisa
Delias surprisa is een vlindersoort uit de familie van de Pieridae (witjes), onderfamilie Pierinae.
Delias surprisa werd in 1913 beschreven door L. Martin.